# Siddha Kumakh
Siddha Kumakh (en népalais : सिद्ध कुमाख) est une municipalité rurale du Népal située dans le district de Salyan. Au recensement de 2011, elle comptait 13 593 habitants.
Elle regroupe les anciens comités de développement villageois de Bajhkanda, Siddheswari et Chadekareni.